# Silvia Droste
Silvia Droste (* 21. Mai 1960 in Herne) ist eine deutsche Jazz-Sängerin und Saxophonistin.

## Leben und Wirken
Droste begann mit 14 Jahren in ihrer Schulband des Haranni-Gymnasiums Saxophon zu spielen, zunächst im traditionellen  Dixieland-Stil. In den 1980er Jahren trat sie mit Bands wie der von Acker Bilk und Chris Barber, Papa Bue’s Viking Jazzband oder der Dutch Swing College Band auf. 1983 war sie im Jugendjazzorchester NRW und gewann den ersten Preis bei „Jugend jazzt“. Gleichzeitig studierte sie von 1978 bis 1984 Pädagogik, Anglistik und Romanistik an der Ruhr-Universität Bochum. Nach dem Staatsexamen studierte sie noch Jazz an der Kölner Musikhochschule. 1984 gründete sie ihr Quartett „Voicings“, mit dem sie bis 1990 unterwegs war, und wandte sich moderneren Jazzstilen wie Swing und Bebop-Einflüssen zu. Sie sang mit Rundfunkorchestern aus Deutschland, niederländischen Bigbands (Skymasters, Metropole Orkest), arbeitete mit Charly Antolini (auf Tour 1983 mit dessen „Jazz Power“), Jerry van Rooyen, Ack van Rooyen, Art Farmer, Peter Herbolzheimer, Rolf Ericson, Jean-François Jenny-Clark, Archie Shepp, Daniel Humair, Scott Hamilton, Carolyn Breuer („Acquaintance“ 1997) u. a. 1994 gründete sie ihre Gruppe „Wings“. Sie trat mehrfach beim North Sea Jazz Festival auf und unternahm Tourneen im Rahmen des Goethe-Instituts u. a. nach Australien, Indien, Südamerika. 1989 erschien „Stardust Memories“ im Duo mit Thomas Brill, 1994 „Seize the Day“ (Jeton) mit den „New Wings“. 1998 veröffentlichte sie ein George-Gershwin-Album mit der hr-Bigband („Happy Birthday George Gershwin“), 2000 ein Duke-Ellington-Album („Duke's Sound of Love“) und 2001 „The American Songs of Kurt Weill“.
1987 bis 1990 war sie Moderatorin einer wöchentlichen Jazzsendung im Radio Saarland und 1988 bis 1990 des „ZDF Jazz Club“. Seit 1993 ist sie Dozentin für Jazzgesang an der Folkwang Hochschule in Essen.

## Preise und Auszeichnungen
Für ihre erste CD „Audiophile Voicings“ (1987, Jeton) mit ihrem Quartett Voicings erhielt sie den Vierteljahrespreis der Deutschen Schallplattenkritik. 1987 erhielt sie den Förderpreis des Landes Nordrhein-Westfalen.